# Fort Apocalypse
Fort Apocalypse ist ein unter Federführung von Steve Hales für den Atari 400/800 entwickeltes Computerspiel, das ab 1982 durch den amerikanischen Softwarehersteller Synapse Software weltweit vertrieben wurde. Eine Umsetzung für den Commodore 64 (von Joe Vierra) wurde im selben Jahr veröffentlicht. In den späten 1980er Jahren erfolgten Wiederauflagen des Spiels durch diverse Billiganbieter.
Die Aufgabe im Spiel ist, mit einem Hubschrauber bis zum gut geschützten Reaktor einer unterirdischen Festung vorzudringen, um diesen zu zerstören. Dazu steuert man durch die Levels „Crystaline Caves“ und die „Vaults of Draconis“, wo man zusätzlich noch 16 Gefangene befreien muss. Auf dem Weg begegnet man zahlreichen Laser-Fallen, gegnerischen Panzern und anderen Sicherungsmaßnahmen, die es zu überwinden gilt.

## Relizenzierung und Source Code
Im Jahr 2007 wurde das Spiel unter einer Creative Commons Lizenz relizenziert und auf der Seite IgorLabs, eine Webseite von Steve Hales und anderen Spieleentwicklern, veröffentlicht.
Am 23. April 2015 veröffentlichte Steve Hales den Assembler Source Code von Fort Apocalypse auf GitHub aus historischen Gründen. Auf Twitter wurde mit der Veröffentlichung ein Account eröffnet, der bekannt gab, dass unter der Bedingung genügend Follower würden diesem Account folgen, eine Version für iOS und Android erscheinen könnte.